# Коултер, Энн
Энн Коултер (англ. Ann Coulter; род. 8 декабря 1961[…], Нью-Йорк, Нью-Йорк) — американская общественная деятельница, консервативная колумнистка.

## Биография
Дочь Джона Винсента Коултера (1926—2008) и Нелл Хазбендс Мартин (1928—2009), сестра двоих братьев — Джона и Джеймса. В 1980 году Энн Коултер окончила среднюю школу в Нью-Кэнане (Коннектикут), где прошло её детство.
В 1984 году окончила школу искусств и наук Корнеллского университета, позднее получила степень доктора права в Мичиганском университете, где являлась редактором журнала «Michigan Law Review».
По окончании университета работала клерком в офисе федерального судьи 8-го округа Паско Боумана (Канзас-Сити), затем короткое время занималась адвокатской практикой в Нью-Йорке. С 1995 года работала в аппарате Юридического комитета Сената США, где готовила документы по вопросам преступности и иммиграции для республиканского сенатора от Мичигана Спенсера Абрахама, занималась оформлением исков в интересах правозащитной юридической фирмы Center for Individual Rights в Вашингтоне.
В 1996 году телеканал MSNBC принял Энн Коултер на работу в качестве судебного корреспондента, затем дважды её увольнял: в 1997 году из-за обвинений против Коултер в оскорблении памяти американского посла во Франции Памелы Гарриман во время заупокойной службы, вторично — после конфликта вокруг резкой критики с её стороны в отношении кампании ветеранов Вьетнамской войны против наземных мин.
Часто выступала в телевизионных ток-шоу и на радио, является автором нескольких книг. Первая из них, «Преступления и проступки: дело против Билла Клинтона», опубликована в 1998 году. Среди других её книг: «Если бы демократы имели мозги, они были бы республиканцами» (2007 год), «Виновные: либеральные „жертвы“ и их атака на Америку» (2009 год) и другие.
Энн Коултер получила широкую известность вследствие своих некорректных комментариев. Например, когда ассоциация вдов жертв терактов 11 сентября 2001 года поддержала выдвижение кандидатуры Джона Керри на президентских выборах 2004 года, она заметила: «Я никогда не видела женщин, получающих такое удовольствие от смерти своих мужей», а в интервью о Тимоти Маквее, осуждённом за теракт в Оклахома-Сити 1995 года, заметила, что ему следовало взорвать здание «Нью-Йорк Таймс».
В 2011 году Коултер поддержала Митта Ромни в ходе республиканских праймериз в преддверии президентских выборов 2012 года, но в 2010 высказывалась о губернаторе Нью-Джерси Крисе Кристи как единственном кандидате, способном победить действующего президента Барака Обаму.
В июне 2015 года, через несколько дней после вступления Дональда Трампа в борьбу за выдвижение кандидатом от Республиканской партии на президентских выборах, Энн Коултер, выступая в программе стэндап-комика Билла Мара Real Time with Bill Maher вызывала смех аудитории заявлением о возможности победы Трампа.
29 июля 2022 года, участвуя в ток-шоу Пирса Моргана, заявила, что «не защищает Путина», но не понимает, почему американцы и британцы должны поддерживать Украину в её противостоянии российскому вторжению, если Украина исторически находилась в сфере влияния Российской империи, а Запад «продолжает наступать и наступать» и в течение долгого времени «оскорбляет русских».

## Труды
- Преступления и проступки: Дело против Билла Клинтона (High Crimes and Misdemeanors: The Case Against Bill Clinton) (англ.). — Washington, DC; Lanham, MD: Regnery Publishing, 1998. — ISBN 978-0-89526-360-5.
- Клевета: Либеральная ложь об американских правых (Slander: Liberal Lies About the American Right) (англ.). — New York, NY: Crown, 2002. — ISBN 978-1-4000-4661-4.
- Измена: Либеральное предательство от холодной войны до войны против терроризма (Treason: Liberal Treachery from the Cold War to the War on Terrorism) (англ.). — New York, NY: Crown Forum[англ.], 2003. — ISBN 978-1-4000-5030-7.
- Как разговаривать с либералом (если вы вынуждены): Мир глазами Энн Коултер (How to Talk to a Liberal (If You Must): The World According to Ann Coulter) (англ.). — New York, NY: Crown Forum[англ.], 2004. — ISBN 978-1-4000-5418-3.
- Безбожные: Церковь либерализма (Godless: The Church of Liberalism) (англ.). — New York, NY: Crown Forum[англ.], 2006. — ISBN 978-1-4000-5420-6.
- Если бы у демократов были мозги, они были бы республиканцами (If Democrats Had Any Brains, They'd Be Republicans) (англ.). — New York, NY: Crown Forum[англ.], 2007. — ISBN 978-0-307-35345-0.
- Виновные: Либеральные «жертвы» и их атака на Америку (Guilty: Liberal "Victims" and Their Assault on America) (англ.). — New York, NY: Crown Forum[англ.], 2009. — ISBN 978-0-307-35346-7.
- Демоническое: Как либеральная толпа подвергает опасности Америку (Demonic: How the Liberal Mob Is Endangering America) (англ.). — New York, NY: Crown Forum[англ.], 2011. — ISBN 978-0-307-35348-1.
- Ограбленные: Расовая демагогия с семидесятых до Обамы (Mugged: Racial Demagoguery from the Seventies to Obama) (англ.). — New York, NY: Sentinel HC[англ.], 2012. — ISBN 978-1-59523-099-7.
- Никогда не доверяй либералу старше трёх лет - особенно республиканцу (Never Trust a Liberal Over 3—Especially a Republican) (англ.). — Washington, DC: Regnery Publishing, 2013. — ISBN 978-1621571919.
- Адьос, Америка: План левых превратить нашу страну в адскую дыру третьего мира (¡Adios, America!) (англ.). — Washington, DC: Regnery Publishing, 2015. — ISBN 978-1621572671.
- На Трампа уповаем (In Trump We Trust) (англ.). — New York City: Sentinel, 2016. — ISBN 978-0735214460.
- Сопротивление бесполезно! Как ненавидящие Трампа леваки потеряли свой коллективный разум (Resistance Is Futile! How the Trump-Hating Left Lost Its Collective Mind) (англ.). — New York: Sentinel, 2018. — ISBN 978-0525540076.